# Alexandre Vidal Porto
Alexandre José Vidal Porto ORB (São Paulo, 19 de março) é um escritor e diplomata brasileiro.

## Biografia
Nasceu em São Paulo e graduou-se em Direito pela Universidade de Fortaleza em 1986. Em 1988, ingressou no Instituto Rio Branco e, em 1991, tornou-se diplomata de carreira. É mestre em Direito pela Universidade de Harvard (2000) e, além de São Paulo, morou em Fortaleza, Brasília, Nova Iorque, Santiago, Cidade do México, Washington, Tóquio e Frankfurt.  Atualmente, vive e trabalha em Amsterdã.
Em 2005, foi admitido como diplomata à Ordem de Rio Branco pelo presidente Luiz Inácio Lula da Silva já no grau de Oficial ordinário. Atualmente tem o grau de Grande Oficial.
Desde 2002, é casado com um estadunidense, sendo um dos poucos embaixadores homossexuais publicamente assumidos do Ministério das Relações Exteriores.
Em 2012, publicou no blogue Elemento Estrangeiro, no site da revista Bravo!, e  foi colunista no caderno "Mundo" do jornal Folha de S.Paulo de 2012 a 2016, onde publicava aos sábados, semanalmente.
Seu romance de estreia, Matias da Cidade, foi lançado em 2005, pela Editora Record, e ganhou nova edição em 2023, pela Companhia das Letras. Em 2014, publicou Sérgio Y. Vai à América, vencedor do Prêmio Paraná de Literatura e traduzido para o inglês e o italiano. Seu terceiro romance, Cloro, finalista do prêmio Jabuti, foi lançado em 2018. Em 2023, publicou Sodomita, vencedor do Prêmio Mix Literário na 31ª edição do Festival Mix Brasil de Cultura da Diversidade.

## Ativismo LGBTQIA+
Autor de livros que abordam a diversidade sexual e de gênero, Alexandre Vidal Porto é ativista da causa LGBTQIA+ e diz que deve sua carreira literária à própria homossexualidade. Trata do tema tanto na vida pessoal quanto na literatura, para tornar o caminho mais fácil para as novas gerações, e estende o trabalho ao Itamaraty, onde está desenvolvendo um trabalho sobre a memória de colegas sofreram perseguição em função de gênero e orientação sexual.
Defende e acha importante ter uma literatura que fale sobre o universo gay.  Em entrevista para o Correio Braziliense em 2018, afirmou que "As pessoas acham ruim serem rotuladas com autor LGBT ou acham ruim ter um livro chamado de literatura LGBT. Eu não. Ao contrário, tenho orgulho de ser um escritor LGBT enquanto estiver escrevendo sobre LGBT. Existe um certo desconforto de muitos autores, não de todos, e, na grande literatura, é um tema um pouco proscrito. Mas acho que a literatura LGBT também está saindo do armário".

## Obras

### Livros
- Matias na Cidade (2005)[11][21]
- Sergio Y. vai à América (2012)[12][22][23][24]
- Cloro (2018)[15][20]
- Sodomita (2023)[17][19][25]

### Blogues e colunas
- Revista Bravo!, blogue Elemento Estrangeiro[8].
- Folha de S.Paulo, caderno "Mundo"[9].

## Prêmios
- Prêmio Paraná de Literatura (2014)[13].
- Finalista do Prêmio Jabuti (2018)[16].
- Prêmio Mix Literário do Festival Mix Brasil de Cultura e Diversidade (2023)[18].
- Melhor romance no Prêmio da Biblioteca Nacional (2024)[26]